# Allocosmia sugii
Allocosmia sugii är en fjärilsart som beskrevs av Kobes 1983. Allocosmia sugii ingår i släktet Allocosmia och familjen nattflyn. Inga underarter finns listade i Catalogue of Life.